# Pic de Gabiet
Le pic de Gabiet, ou pointe Sandaruelo, est un sommet sur la frontière franco-espagnole entre le massif du Vignemale et le massif du Mont-Perdu dans la chaîne des Pyrénées.

## Toponymie
En occitan, gabietous signifie les lieux à rhododendrons.

## Géographie

### Topographie
Il se situe entre le pic de la Bernatoire (2 516 m) à l'ouest et le col du Soum Blanc (2 578 m) à l'est et domine le lac de la Bernatoire.
Il marque la limite entre le parc national des Pyrénées (France) et le parc national d'Ordesa et du Mont-Perdu (Espagne).
Du côté français, il est situé dans la vallée de Sausse Dessus sur le territoire de la commune de Gavarnie-Gèdre dans le canton de Luz-Saint-Sauveur, dans le département des Hautes-Pyrénées, en région Occitanie. Du côté espagnol, il est situé dans la comarque de Sobrarbe, dans la province de Huesca, dans la communauté autonome d'Aragon.

### Hydrographie
Le sommet délimite la ligne de partage des eaux entre le bassin de l'Adour, qui se déverse dans l'Atlantique côté nord, et le bassin de l'Èbre, qui coule vers la Méditerranée côté sud.

## Voies d'accès
Le pic de Gabiet est accessible depuis Gavarnie par le sentier de grande randonnée GR 10 qui passe par le refuge de la Grange de Holle jusqu'à la cabane de Sausse Dessus et suivre le sentier qui longe le ruisseau de Sausse Dessus.